# Ryszard Waldeck-Ostromęcki
Ryszard Waldeck-Ostromęcki (ur. 22 grudnia 1932 r. w Krzemieńcu, zm. 16 marca 2012 r. w Warszawie) – polski aktor, reżyser i scenarzysta, twórca i kierownik artystyczny (1980-2010) Piwnicy na Wójtowskiej w Warszawie.

## Biografia i życie artystyczne
Ryszard Waldeck-Ostromęcki był synem Jadwigi (z domu Ostromęckiej) i Mariana Waldeck – oficera 12. Pułku Ułanów Podolskich, który został zamordowany w Oświęcimiu, prawdopodobnie w 1943 roku. Szkołę podstawową ukończył w Lublinie, a w 1947 roku wraz z matką przeniósł się do Kielc. Tam uczęszczał do gimnazjum i liceum. W 1954 roku ukończył Państwową Wyższą Szkołę Teatralną w Krakowie. W Ślubach panieńskich Aleksandra Fredry wcielił się w postać Gustawa. Komedia wystawiana na scenie PWST była sztuką dyplomową Ryszarda Ostromęckiego.
Po studiach został zaangażowany do Teatru Polskiego w Poznaniu, gdzie prawdopodobnie debiutował w 1955 roku rolą Józefa Sowy w spektaklu Dom na Twardej Kazimierza Korcellego w reżyserii Adama Hanuszkiewicza. W latach 1956–1959 pracował w poznańskich teatrach dramatycznych. Jedną z bardziej znanych ról, którą wówczas zagrał, była postać Leszka Biernackiego ucznia klasy maturalnej w komedii Zdzisława Skowrońskiego Maturzyści wyreżyserowanej przez Kazimierza Fabisiaka w 1955 roku w Teatrze Nowym w Poznaniu. Wystąpił też między innymi w Balladach i romansach Aleksandra Maliszewskiego w reżyserii Michała Rukiewicza, Romansie malajskim Mony Brand w reżyserii Ireny Babel, Lecie Tadeusza Rittnera w reżyserii Jana Perza, w programie składanym zatytułowanym Bohaterom Warszawy w reżyserii Stefana Orzechowskiego. W tym okresie rozpoczął też swoją przygodę z kinem. Znalazł się między innymi w obsadzie aktorskiej filmu Trzy opowieści – Jacek (1953 r.) u boku Bogumiła Kobieli i Lecha Pietrasza w reżyserii Konrada Nałęckiego oraz Godziny nadziei (1955 r.) w reżyserii Jana Rybkowskiego. W latach 1960–1961 pracował w Teatrze im. Juliusza Osterwy w Gorzowie Wielkopolskim, gdzie zagrał między innymi w Balladynie Juliusza Słowackiego w reżyserii Gustawy Błońskiej.
Kolejne doświadczenia zawodowe zdobywał w Telewizji Poznań. Przygotowywał szereg propozycji programowych i zdobył kwalifikacje realizatora telewizyjnego II stopnia. W tym właśnie okresie zaczął się interesować baletem i napisał swój pierwszy scenariusz baletowy, który został zrealizowany w Telewizji Polskiej w 1962 roku. Dwa lata później przeniósł się do Warszawy i został reżyserem Naczelnej Redakcji Audycji dla Polaków za Granicą. W tamtejszej telewizji wyprodukował swoje pierwsze audycje baletowe rozpoczynające cykl pod tytułem Figury rytmiczne.
W 1965 roku objął w Telewizji Warszawa stanowisko starszego redaktora, ale w dalszym ciągu sporo czasu i uwagi poświęcał autorskim audycjom baletowym, których zrealizował kilkanaście. Na szczególną uwagę zasługuje widowisko baletowo-muzyczne Balety królewskie wystawione w 1966 roku w parku wilanowskim. Ryszard Ostromęcki był pomysłodawcą, autorem libretta i reżyserem tego spektaklu, zorganizowanego przez Stowarzyszenie Polskich Artystów Muzyków. Widowisko, które można było oglądać w godzinach wieczornych przed pałacem w Wilanowie, cieszyło się dużym zainteresowaniem polskich i zagranicznych widzów.
W latach 1968-1969 występował jako aktor w Teatrze Klasycznym w Warszawie. Gościnnie pojawił się jeszcze w 1997 roku na scenie Teatru Starego im. Heleny Modrzejewskiej w Krakowie w spektaklu Iwona, księżniczka Burgunda Witolda Gombrowicza w reżyserii Horsta Leszczuka, w 2000 roku w spektaklu Spaghetti i miecz Tadeusza Różewicza w reżyserii Kazimierza Kutza oraz w 2003 roku w inscenizacji Pieszo Sławomira Mrożka również w reżyserii Kazimierza Kutza.
Od 1961 roku zajmował się pisaniem librett i scenariuszy baletowych dla Telewizji Polskiej oraz librett baletowych na zamówienie Ministerstwa Kultury i Sztuki. W telewizji zrealizowano między innymi następujące libretta autorstwa Ryszarda Ostromęckiego: Stare portrety do fragmentów muzyki Krzysztofa Komedy (1962 r.), Gry dziecięce (1963 r.), Portret tancerki (1964 r.), Sposób pojmowania (1965 r.), oraz następujące scenariusze baletowe: Wesele krakowskie (1965 r.), Kopciuszek (1965 r.), Sen nocy letniej (1965 r.), baletowy program jubileuszowy A.B.A. (1965 r.), Symphonie Concertante (1966 r.), Coś nowego (1966 r.). Na zamówienie Ministerstwa Kultury i Sztuki zrealizował Tematy koronacyjne (1965 r.), Królewskie balety (1966r.), Brama Brandenburska (1966 r.).
Współpracował także z Teatrem Polskiego Radia, zarówno jako aktor jak i reżyser. W 1953 roku w Olecku wziął udział w spektaklu Wieczór Czechowa, w 1955 roku zagrał w Krzyżu i jaszczurce w reżyserii Henryka Drygalskiego, a w 1962 roku w Opowieści o prawdziwej maszynie w reżyserii Jacka Flura. Z kolei 2 czerwca 1971 roku Teatr Polskiego Radia przedstawił słuchowisko Pod włoskim niebem według opowiadań Gracze Luigi Campagnonego (w przekładzie Janiny Zielonko) i Komunikatywność Alberto Moravii (w przekładzie Zofii Ernestowej) w adaptacji radiowej i reżyserii Ryszarda Ostromęckiego.
Do adaptacji radiowych opracowanych przez Ryszarda Ostromęckiego należą między innymi: Spadek Guy de Maupassanta (w tłumaczeniu Adolfa Sowińskiego), Hiszpańskie romance; a do telewizyjnych: Piotr i Aleksander wg powieści Maksyma Gorkiego, Artamonow i synowie (w przekładzie Stanisława Strumpha Wojtkiewicza). Opowiadanie Dwaj przyjaciele Ivana Turgieniewa Ryszard Ostromęcki zrealizował zarówno dla radia jak i telewizji.
Wśród materiałów archiwalnych znajdują się też scenariusze filmowe: Wieczór z prezentami, Piękna praczka; projekty scenariuszy baletowych: Suita D-dur J.S. Bacha, Sny o Bachu, Taniec z ogniem, Korale, I symfonia klasyczna, Bardzo, bardzo zmęczeni, Soirèe dansant; a poza nimi: projekt libretta Tematy koronacyjne, projekt scenariuszy Figury rytmicze, słuchowisko Cegły i wiele, wiele innych.
W 1977 roku Ryszard Ostromęcki podjął pierwsze działania o przyznanie miejsca, które – dzięki współpracy z inżynierem budownictwa lądowego Alicją Mokrzycką, która zatwierdziła projekt budowlany Piwnicy; artystą plastykiem Lubomirą Żychlińską, która miejsce zaprojektowała i inżynierem budownictwa Zbigniewem Rzeźniakiem, który zajął się sprawami konstrukcyjnymi – zyskało swój architektoniczny kształt i w 1980 roku rozpoczęło swą artystyczną działalność jako Piwnica na Wójtowskiej.
Klasa wykonawców biorących udział w formowanych w Piwnicy – niejednokrotnie innowacyjnych – programach, zainteresowanie polskiej i zagranicznej publiczności oraz krytyki to zaledwie kilka z wielu sukcesów miejsca, któremu Ryszard Ostromęcki poświęcił 30 lat swojego życia.
Pochowany na cmentarzu w Skolimowie.